# کنستانتینو-الکساندروفکا
کنستانتینو-الکساندروفکا (انگلیسی: Konstantino-Alexandrovka) یک شهرک در شهرستان استرلیتاماکسکی استان باشقیرستان کشور روسیه است.